# Ponte Kintai
Ponte Kintai (錦帯橋?, Kintai-kyō) è un antico ponte ad arco in legno della città di Iwakuni, nella prefettura di Yamaguchi, in Giappone.
Il ponte fu costruito nel 1673 per attraversare il fiume Nishiki e arrivare al Monte Yokoyama, sul quale si erge il castello di Iwakuni.
Fa parte del Parco Kikkou, che include il ponte e il castello, che è una destinazione turistica molto popolare in Giappone, soprattutto durante la fioritura dei sakura.
Il ponte è stato dichiarato tesoro nazionale nel 1922.

## Storia
Dopo la costruzione del castello di Iwakuni, nel 1608, il primo lord dell'Iwakuni-han (Dominio di Iwakuni), Kikkawa Hiroie, fece costruire diversi ponti in legno nel suo dominio, la maggior parte di essi però fu distrutta dalle piene.
Nel 1673, il secondo successore di Hiroie, Kikkawa Hiroyshi, fece costruire il Kintai, che però fu distrutto da una piena nel 1674. Per risolvere il problema, il ponte venne ricostruito ogni 20 anni, mantenendolo intatto per ben 246 anni, fino a quando non venne distrutto dal tifone "Kijia" nel 1950. Infatti, durante la Seconda Guerra Mondiale, il Giappone, aveva interrotto la manutenzione ventennale del ponte, e inoltre, un anno prima di "Kijia", i Marines americani avevano prelevato molta ghiaia dal fiume, per espandere la Base Aerea di Iwakuni, indebolendo la resistenza del fiume.
Nel 1953 il ponte è stato ricostruito, nel 1992 è stato dichiarato tesoro nazionale e dal 2001 al 2004 è stato restaurato per la prima volta in cinquant'anni.